# Campeonato Goiano de Futebol Sub-20
O Campeonato Goiano de Futebol - Sub-20, também conhecido como Campeonato Goiano Categoria Júnior, é uma competição futebolística realizada pela Federação Goiana de Futebol (FGF), que conta com a participação de jogadores de até 20 anos de idade.

## Campeões
| Ano   | Campeão             | Vice-campeão        |
| ----- | ------------------- | ------------------- |
| 2003  | Vila Nova           | Atlético Goianiense |
| 2004  | Goiás               | Vila Nova           |
| 2005  | Vila Nova           | Goiás               |
| 2006  | Vila Nova           | Goiás               |
| 2007  | Goiás               | Ceres               |
| 2008  | Goiás               | Vila Nova           |
| 2009  | Goiás               | Vila Nova           |
| 2010  | Atlético Goianiense | Goiás               |
| 2011  | Goiás               | Atlético Goianiense |
| 2012  | Goiânia             | Trindade            |
| 2013  | Goiás               | Vila Nova           |
| 2014  | Goiás               | Goiânia             |
| 2015  | Vila Nova           | Trindade            |
| 2016  | Trindade            | Vila Nova           |
| 2017* | Goiás               | Trindade            |
| 2018* | Goiás               | Atlético Goianiense |

- * - 2017 e 2018 foram disputados na categoria sub-19.

- OBS: Devido a falta de fontes confiáveis, alguns campeões não estão presentes na lista, não sendo este então, o total de campeonatos goianos sub-20 disputados.

## Informações
- Os títulos do Vila Nova de 1980, 1985, 1987, 1991, 1992, 1999, 2000 e 2002 não foram considerados na lista por falta de informação.
- Os títulos do Goiás de 1996 e 1998 não foram considerados na lista por falta de informação.
- Os títulos do Goiânia de 1981 e 1982 não foram considerados na lista por falta de informação.
- Os títulos do Atlético de 1993, 1994 e 2001 não foram considerados na lista por falta de informação.

## Títulos por clube
| Equipe    | Cidade   | Títulos (último) | 2º Lugar (último) |
| --------- | -------- | ---------------- | ----------------- |
| Goiás     | Goiânia  | 9 (2018)         | 3 (2010)          |
| Vila Nova | Goiânia  | 4 (2015)         | 5 (2016)          |
| Atlético  | Goiânia  | 1 (2010)         | 3 (2018)          |
| Goiânia   | Goiânia  | 1 (2012)         | 1 (2014)          |
| Trindade  | Trindade | 1 (2016)         | 3 (2017)          |